# Première direction générale du KGB
La première direction générale du Comité de sécurité d'État (KGB) (en russe : Первое главное управление (ПГУ) Комитета государственной безопасности (КГБ), Pervoïé glavnoïé ouravlenié (PGOu, prononcé Pé-Gué-Ou) Komiteta gossoudarstvennoï bezopasnosti (KGB)) était, de 1954 à 1991, la forme administrative de l'espionnage politique extérieur soviétique existant depuis le 20 décembre 1920. Il rend un hommage particulier à Félix Dzerjinski, fondateur de la Tcheka.

## Histoire administrative
Lors de la courte période transitoire, après la mort de Staline en mars 1953, l'espionnage politique tchékiste est provisoirement confié à la Deuxième direction générale (Vé-Gué-Ou) du nouveau ministère de l'intérieur de l'URSS, agrandi par la fusion des MVD et MGB anciens.
Un des hauts dirigeants de la Vé-Gué-Ou du MVD est Alexandre Panouchkine. Il se fait remarquer par la plus haute hiérarchie du Kremlin, dans la période des grands nettoyages de 1938-1939, alors qu'il dirige le troisième département spécial du NKVD, chargé des opérations secrètes, dont les filatures et arrestations des « ennemis du peuple ». Ensuite, il est le rézidiente et ambassadeur en Chine et aux États-Unis à l'époque où la diplomatie et l'espionnage soviétiques ne font qu'un. Après la Seconde Guerre mondiale, Panouchkine est déjà le grand patron de l'espionnage extérieur soviétique qui s'appelle le Comité d'information (près le Conseil des ministres et ensuite près le ministère des affaires étrangères de l'URSS).
Le 13 mars 1954 est créé un organisme administratif à part - le Comité de sécurité d'État (le KGB) auprès du Conseil des ministres de l'URSS. L'ancien premier adjoint du ministre de l'intérieur (MVD) de l'URSS, le général-colonel Ivan Serov, devient le premier président de la corporation professionnelle tchékiste placée sous le strict contrôle idéologique du Comité central du PCUS, dirigé par son nouveau premier secrétaire Nikita Khrouchtchev.
Par ordre du président du KGB, l'espionnage politique soviétique est donc définitivement confié, le 18 mars 1954, à la Première direction principale (la Pé-Gué-Ou) du KGB nouvellement créé, et y reste pendant 37,5 ans, jusqu'en octobre 1991.
Le premier chef de la Pé-Gué-Ou est toujours le même Alexandre Panouchkine qui ne reste en revanche qu'une année à ce poste. Lorsque Panouchkine devient haut fonctionnaire dans l'appareil du Comité central du Parti communiste, c'est le général Alexandre Sakharovski, son premier adjoint, un autre espion professionnel, qui en a été le chef par intérim pendant un an, qui prend définitivement la direction de l'espionnage politique en 1956. Sakharovsky va rester 16 ans en tout à la tête de la Pé-Gué-Ou.
Devenu plus puissant sous l'impulsion de Iouri Andropov, ancien haut fonctionnaire du Parti nommé président en 1968, le KGB change radicalement de statut le 5 juillet 1978. Il est libéré de la tutelle du Conseil des ministres de l'URSS et devient le KGB de l'URSS – espèce d'un super ministère indépendant, dont le Président est membre de droit du Politburo du Comité central du PCUS. Par la même occasion, le statut de la Pé-Gué-Ou grandit et Vladimir Krioutchkov, son chef depuis 1974, devient l'adjoint (de droit) du président du KGB de l'URSS à partir du novembre 1978. Krioutchkov reste à la tête de la Pé-Gué-Ou pendant 14 ans pour s'asseoir à son tour en 1988 dans les fauteuils de son ancien patron, Iouri Andropov, de président du KGB et de membre du Politburo.
Ne voulant pas de concurrents et espérant mettre fin à l'influence corporatiste des anciens espions émérites de la guerre froide, Vladimir Krioutchkov, pâle mais fidèle ombre d'Andropov, ayant le grade de général d'armée en quittant la direction de la Pé-Gué-Ou, hésite pendant un an avant de désigner à Iassenevo Léonid Tchebartchine, simple général-major, pour le remplacer. L'idée de Krioutchkov est simple : sans expérience des intrigues du Kremlin et n'ayant pas la carrure pour faire de l'ombre à celui qui n'était que l'ombre d'Andropov, le nouveau patron de l'espionnage du KGB sera à sa botte et devra tout à son bienfaiteur.
Les jours de l'ancienne Union soviétique sont cependant déjà comptés et, avec elle, du KGB et de son espionnage politique, pense-t-on à l'époque. À la suite du putsch de Moscou d'août 1991, coup d'État manqué à la fin de la pérestroïka en URSS, le renseignement extérieur (espionnage) politique de l'Union soviétique cesse d'être une constituante administrative du KGB. Le président de l'URSS Mikhaïl Gorbatchev nomme Vadim Bakatine, un homme de l'extérieur, à la tête du KGB dans un seul et unique but : casser définitivement la machine tchékiste en la faisant éclater en morceaux. Afin de casser à son tour la corporation fermée des espions, le liquidateur du KGB propose à la tête de la Pé-Gué-Ou un civil, académicien arabisant, président de la chambre haute du parlement de l'URSS et candidat Politburo : Ievgueni Primakov. 
Le 24 octobre 1991, la Pé-Gué-Ou est administrativement séparée du KGB et devient un organisme autonome qui est d'abord baptisé Service central de renseignement de l'URSS. Après décembre 1991 et la dislocation de l'URSS, le SCR devient le Service des renseignements extérieurs de la fédération de Russie. Le nouveau directeur civil du SVR ne casse pas — contrairement aux ordres reçus de Gorbatchev — la corporation tchékiste de l'espionnage, au contraire, il la préserve et autant que possible la renforce, lui donnant une impulsion qu'elle n'a pas connue depuis l'époque d'Andropov.

## Bases juridiques et idéologiques des activités de la Pé-Gué-Ou du KGB
- L'Oukase no 137/40 du 13 mars 1954 du Præsidium du Soviet suprême (parlement) de l'URSS portant sur la création du KGB auprès du Conseil des ministres de l'URSS, signé par le maréchal Kliment Vorochilov [4].
- Les statuts secrets du KGB auprès du Conseil des ministres de l'URSS avec les amendements adoptés par le paragraphe XVIII du protocole secret no 200-P du 9 janvier 1959 du Præsidium du Comité central du Parti communiste de l'Union soviétique (PCUS), signé par le premier secrétaire Nikita Khrouchtchev [5].
- Les Constitutions – lois fondamentales de l'URSS de 1936 et 1977.
- Les décisions des congrès du PCUS et des plénums du Comité central du PCUS.
- Les décisions secrètes du Conseil des ministres de l'URSS.
- La loi de l'URSS portant sur l'obligation universelle militaire des citoyens de l'URSS
- La loi de l'URSS portant sur la défense
- Le serment militaire de l'URSS (pour servir les intérêts du Parti communiste de l'URSS).
- Les décisions secrètes de la direction du KGB et des organismes du PCUS dans ses structures.
- Les conventions secrètes des pays du Pacte de Varsovie.
- Les conventions et les accords signés par l'URSS avec les pays étrangers.
- Les accords secrets de coopération signés par le KGB avec les organes de sécurité des pays étrangers.
- Les accords secrets de coopération signés par la Pé-Gué-Ou du KGB avec les services d'espionnages des pays étrangers.
- La loi de l'URSS no 15 (ВВСС 15-419) du 1er avril 1991 portant sur la « Liste des ministères et autres organismes de la direction centrale d'État »
- La loi de l'URSS no 2159-I (ВВСС 91-22) du 16 mai 1991 portant sur les « Organes de sécurité d'État en URSS »
- La loi de l'URSS no 124-N du 3 décembre 1991 portant sur la « Réorganisation des organes de sécurité d'État »
- Autres documents publics et/ou secrets.

## Composition
La Pé-Gué-Ou du KGB se composait de l'appareil central (administration centrale) basé à Moscou, des représentations déconcentrées sur tout le territoire de l'URSS, des représentations officielles du KGB à l'étranger dans les pays « amis », ainsi que des rézidientouras secrètes ou clandestines du KGB à l'étranger, dites « légales » et « illégales », dans les pays « ennemis ».

### Organigramme de l'appareil central (administration centrale)
Depuis 1954 l'organigramme de la Pé-Gué-Ou a changé plusieurs fois. Voici comment il peut être résumé vers les années 1980-1991.

#### Direction

##### Les chefs
La Pé-Gué-Ou du KGB était dirigée par les chefs militaires ou civils, dont voici la liste complète :
- Alexandre Sémionovitch Panouchkine (1954-1955), premier chef[2]
- Alexandre Mikhaïlovitch Sakharovski (1955-1956 par intérim, 1956-1971), général-lieutenant, ensuite général-colonel[3]
- Fiodor Konstantinovitch Mortine (1971-1974), général-lieutenant[7]
- Vladimir Alexandrovitch Krioutchkov (1974-1988), général-lieutenant, ensuite général-colonel, puis général d'armée, devenu en 1988 le Président du KGB de l'URSS et membre du Politburo[8]
- Vadim Alexeïevitch Kirpitchenko (1988-1989), chef par intérim, général-lieutenant[9]
- Léonid Vladimirovitch Tchebartchine (1989-1991), général-major, ensuite général-lieutenant [10]
- Ievgueni Maximovitch Primakov (septembre-octobre 1991), le seul et unique chef civil

##### Les premiers adjoints au chef
- Alexandre Mikhaïlovitch Sakharovski (1954-1956), général-lieutenant[3]
- Fiodor Konstantinovitch Mortine (1958-1971), général-lieutenant[7]
- Vladimir Alexandrovitch Krioutchkov (1971-1974), général-lieutenant[8]
- Boris Sémionovitch Ivanov (1974-1979) [11]
- Vadim Alexeïevitch Kirpitchenko (1979-1991), général-lieutenant[9]

##### Les chefs adjoints
Les chefs adjoints de la Pé-Gué-Ou du KGB le plus souvent dirigeaient les directions géographiques et/ou fonctionnelles les plus importantes.

###### Adjoints du chef de la Pé-Gué-Ou, directeurs de la Direction «S» du KGB
- Alexandre Mikhaïlovitch Korotkov (1954–1956) [12]
- Alexeï Alexeïevitch Krokhine (1956–1958) [13]
- Vitali Grigorievitch Pavlov (1958–1961) [14]
- Mikhaïl Stépanovitch Tsymbal (1961–1966)
- Anatoli Ivanovitch Lazarev (1966–1974)
- Vadim Alexeïevitch Kirpitchenko, (1974-1979), ensuite le Premier adjoint au Directeur général de la Pé-Gué-OU du KGB (1979-1991), puis chef de groupe des consultants près le Directeur du SVR de Russie (1991-1997), décédé en 2005[9].
- Youri Ivanovitch Drozdov, (1979-1991), actuellement à la retraite, CEO du cabinet Namakon (Намакон) [15]
- Iouri Ivanovitch Jouravliov (1991)

##### Divers
- Comité du PCUS de la Pé-Gué-Ou du KGB
- Secrétariat du chef de la Pé-Gué-Ou du KGB
- Chancellerie de la Pé-Gué-Ou du KGB
- Groupe de consultants auprès du chef de la Pé-Gué-Ou du KGB
- Département juridique

#### Départements opérationnels dits «géographiques»
La majorité des départements opérationnels dits « géographiques » de la Pé-Gué-Ou du KGB assuraient la direction générale et coordination de toutes les activités d'espionnage du KGB dans leurs pays respectifs, ainsi que fournissaient le contingent des éléments opérationnels pour la ligne « PR » dans les rézidientouras dites « légales » à l'étranger.
- 1er : États-Unis et Canada[16]
- 2e : Amérique latine[17]
- 3e : Grande-Bretagne, Australie, Nouvelle-Zélande, Scandinavie [18]
- 4e : Allemagne de l'Ouest (RFA), Berlin Ouest, Autriche [19]
- 5e : les pays du Benelux, France, Espagne, Portugal, Suisse, Grèce, Italie, Yougoslavie, Albanie, Roumanie
- 6e : la Chine populaire, le Vietnam, Laos, Cambodge, la Corée du Nord
- 7e : la Thaïlande, Indonésie, le Japon, Malaisie, Singapour, les Philippines[20]
- 8e : les pays de Moyen-Orient, y compris l'Afghanistan (jusqu'en 1979), l'Iran, Israël, Turquie
- 9e : pays anglophones de l'Afrique
- 10e : pays francophones de l'Afrique
- 17e : Inde, Sri Lanka, Pakistan, Népal, Bangladesh, Birmanie [21]
- 18e : les pays arabes de Moyen-Orient et l'Égypte

#### Départements opérationnels particuliers
Trois départements opérationnels avaient des particularités : 
- 11e : les contacts avec les pays socialistes – direction générales des activités des représentations officielles du KGB dans les pays du Pacte de Varsovie et certains autres pays « frères », dont Cuba et Mongolie
- 19e : émigration russe à l'étranger - la ligne « EM » dans les rézidientouras dites « légales » à l'étranger.
- 20e : les contacts avec les pays du tiers monde (en voie de développement) - direction des activités des représentations officielles et/ou des conseillers du KGB dans les pays « amis », dont la Syrie et l'Afghanistan (après 1979),

#### Directions opérationnelles spécialisées
Les directions opérationnelles spécialisées de la Pé-Gué-Ou du KGB assuraient la direction générale des activités d'espionnage du KGB dans leurs domaines réservés respectifs, ainsi que fournissaient le contingent des éléments opérationnels pour les lignes respectives dans les rézidientouras dites « légales » à l'étranger.
- Direction « K » (contre-espionnage extérieur) - la ligne « KR »[22]
- Direction « T » (renseignement scientifique et technique) - la ligne « X »[23],[24]
- Direction « S » (les « illégaux ») - la ligne « N » dans les rézidientouras dites « légales » à l'étranger, ainsi que le contingent de toutes les rézidientouras dites « illégales » à l'étranger[25],[26]

#### Directions dites «fonctionnelles»
- Direction « RI » (d'analyse et évaluation d'information) [27]
- Direction « R » (dispositif de planification et d'analyse)
- Direction « OT » (dispositif technique)
- Direction « I » (service informatique) [28]
- Direction du personnel
- Direction de la logistique et du patrimoine

#### Services
- Service « A » (désinformation : opérations actives)[29]
- Service « R » (communications radio)
- Service « A » de la huitième direction générale du KGB (cryptologie)

#### Autres
- 15e département : enregistrements et archives
- 16e département : interceptions électroniques et des opérations de décryptage des émissions des services spéciaux des pays de l'Ouest [30]

#### Établissements de formation et de recherches
- Institut décoré de l'Ordre du drapeau rouge et portant le nom de Youri Andropov (« KI » abréviation de Krasnoznamennyi Institoute) [31]
- Institut de recherches des problématiques de renseignement (« NIIRP »)
- Cours de formation continue des cadres dirigeants (« OUSSO »)
- Centre de formation autonome (« Vympel »)

### Les représentations territoriales (services déconcentrés)

#### À Moscou, la capitale de l'URSS
- Direction « RT » (opérations effectuées à partir du territoire d'URSS) – appareil central des représentations de la PGOU sur le territoire de l'URSS
- 1er département dans la Direction du KGB pour la ville de Moscou et sa région

#### Représentations déconcentrées en provinces soviétiques
- Les premières directions dans les appareils centraux des KGB des républiques socialistes soviétiques de l'URSS, à l'exception de la RSFSR - 14 en tout, dans les capitales des républiques
- Les premiers départements dans les directions territoriales du KGB des républiques autonomes, régions et oblasts de toute l'URSS (dans les chefs-lieux)
- Les premières sections des départements territoriaux du KGB dans les chefs-lieux des « raions » de toute l'URSS.

### Les représentations à l'étranger
Suivant le degré de « l'amitié » entre l'URSS et les pays du monde, les antennes du KGB à l'étranger étaient soit les représentations officielles du KGB auprès des organes de sécurité des pays « frères », soit des conseillers du KGB dans certains pays « amis », soit dans les pays « ennemis » - les antennes secrètes ou rézidientouras (dites « légales ») sous le toit diplomatique des ambassades de l'URSS ou les antennes complètement clandestines (dites « illégales »).

#### Les représentations officielles du KGB dans les pays «frères» (socialistes)
À partir de 1953 sont créés les représentations officielles des organes de sécurité d'État soviétiques dans les pays du pacte de Varsovie et dans d'autres pays « frères »:
- RDA[33]
- Pologne[34]
- Tchécoslovaquie[35]
- Hongrie[36]
- Bulgarie[37]
- Mongolie
- Cuba[38]

Les représentations officielles principales du KGB étaient toujours basées dans les capitales des pays d'accueil.
Dans les certaines provinces des pays d'accueil, il pouvait y avoir des groupes de conseillers du KGB sur le terrain (par exemple, Vladimir Poutine en 1986-1990 faisait partie du petit groupe du KGB basé dans la ville de Dresde en RDA)

#### Les représentations officielles ou conseillers du KGB dans les pays «amis»
- Roumanie
- Représentation en Chine populaire (jusqu'en 1964) [39]
- Représentation en Albanie (jusqu'en 1961) [40]
- Représentation en Afghanistan (après 1979) [41]
- Représentation en Corée du Nord
- Représentation en Syrie
- Conseillers au Nicaragua
- Conseillers en Angola
- Conseillers au Vietnam
- Conseillers au Cambodge

#### Les antennes dites «légales» dans les pays «ennemis»
Le plus souvent les rézidientouras ou antennes dites « légales » se trouvaient sous la couverture des ambassades ou des consulats d'URSS dans les grands pays étrangers. Ces antennes possédaient les  moyens importants techniques et les télécommunications codées.
- Aux États-Unis – trois antennes (antenne principale à l'ambassade à Washington[43] et deux antennes – à la représentation de l'URSS auprès des Nations unies à New York [44] et au consulat général à San Francisco)
- À Londres[45]
- En Allemagne fédérale (RFA) – l'antenne principale à Bonn [46] et deuxième antenne à Berlin-Ouest (qui dépendait de la représentation officielle du KGB en RDA communiste)[33]
- À Paris[47]
- À Vienne[48]
- À Rome[49]
- À Oslo[50]
- À Helsinki[51]
- À Delhi[52]
- À Téhéran[53]
- À Pékin (après 1964)[54]
- À Tokyo[55]
- À Genève

#### Les antennes dites «illégales» dans les pays «ennemis»
Les rézidientouras ou antennes dites illégales étaient des réseaux clandestins autonomes dépendant de la Direction « S » de la Pé-Gué-Ou du KGB.
Même étant très fragiles en cas de défaillances (n'ayant aucune protection diplomatique), les rézidientouras clandestines, dites « illégales », étaient la forme idéale opérationnelle car quasiment indécelables par les services « ennemis » du contre-espionnage. Ces structures étaient complètement autonomes et possédaient le plus souvent l'équipement radio nécessaire qui leur permettait les communications codées directes avec le « Centre » (administration centrale à Moscou) sans passer par l'intermédiaire des antennes « légales » sous le toit des représentations officielles diplomatiques soviétiques à l'étranger.
Toutes les opérations réellement importantes (dont le nombre reste assez limité) passaient uniquement par ces réseaux clandestins.

#### En français
- Christopher Andrew, Oleg Gordievsky, Le KGB dans le monde, 1917-1990 (KGB: The Inside Story), Fayard, 1990.  (ISBN 2213026009)
- Christopher Andrew, Vassili Mitrokhine, Le KGB contre l'Ouest : 1917-1991, Fayard, 2000,  (ISBN 2213607443)
- John Barron, Enquête sur le KGB, Fayard, 1984
- Hélène Blanc, KGB Connexion : Le système Poutine, Hors Commerce, 2004,  (ISBN 2915286159)
- Brian Freemantle, Le KGB, 1986,  (ISBN 2259014348)
- Jean-Louis Loubet del Bayle, Police et politique. Une approche sociologique, L'Harmattan, 2006.
- Roumiana Ougartchinska, KGB & Cie à l'assaut de l'Europe, Éditions Anne Carrére, 2005,  (ISBN 2843372887)
- Nadine Marie-Schwartzenberg, Le KGB, PUF, Que sais-je ? no 2757, 1993
- Ronald Seth, SMERSH, Stock, 1970
- Thierry Wolton, Le KGB en France, Éditions Grasset, 1986
- Kim Philby, Ma guerre silencieuse, Éditions Robert Laffont, 1968. Les mémoires du célèbre agent double (MI6-KGB).
- Sergueï Jirnov, Pourchassé par le KGB : la naissance d’un espion, Canésy, Éditions Corpus Délicti https://editionscorpusdelicti.com, coll. « KGB », 2019, 336 p. (ISBN 978-2-9565375-4-0, présentation en ligne, lire en ligne [PDF]).

#### En anglais
- Oleg Gordievsky, Christopher Andrew, Instructions from the Centre: Top Secret Files on KGB Foreign Operations, 1975-85, Hodder & Stoughton, 1991.  (ISBN 0-340-56650-7).
- Oleg Gordievsky, Christopher Andrew, More Instructions from the Centre: Top Secret Files on KGB Foreign Operations, 1975-85, Frank Cass Publishers, 1992.  (ISBN 0-7146-3475-1).
- Oleg Gordievsky, Next Stop Execution (autobiographie), Londres, Macmillan, 1995.  (ISBN 0-333-62086-0)
- Jakob Andersen, Oleg Gordievsky, De Røde Spioner - KGB's operationer i Danmark fra Stalin til Jeltsin, fra Stauning til Nyrup, Copenhagen, Høst & Søn, 2002.  (ISBN 8-7142-9856-2)

#### En russe
- Алексушин Г. В. История правоохранительных органов, Самара, Издательство АНО «ИА ВВС» и АНО «Ретроспектива», 2005.
- Рыбников В. В., Алексушин Г. В., История правоохранительных органов Отечества. Учебное пособие для вузов, М., Издательство «Щит-М», 2007,  (ISBN 978-5-93004-254-2)
- Север А., История КГБ, М., издательство "Алгоритм", 2008, 336 pages, série « Щит и меч. К 90-летию ВЧК »,  (ISBN 978-5-9265-0545-7)
- Север А., Спецназ КГБ. Гриф секретности снят!, M., издательство "Яуза Эксмо", 2008, 800 pages,  (ISBN 978-5-699-30397-7)
- А. Н. Яковлев, Лубянка. Органы ВЧК-ОГПУ-НКГБ-МГБ-МВД-КГБ. 1917—1991, Справочник. М., 2003